# Toulouse Tech
Toulouse Tech é um polo de pesquisa e de ensino superior na França.
Trata-se de uma estrutura de cooperação entre grandes écoles francesas da região Sul-Pirenéus, agrupando oito écoles d'ingénieurs entre as mais prestigiadas na França. A cooperação envolve projetos comuns de formação, pesquisa e inovação no campo das ciências e tecnologias.

## Organização
Toulouse Tech agrupa oito membros :
- Institut catholique d'arts et métiers
- Institut supérieur de l'aéronautique et de l'espace
- Institut national des sciences appliquées de Toulouse
- École nationale de l'aviation civile
- Institut national polytechnique de Toulouse
- École nationale supérieure des mines d'Albi-Carmaux
- Universidade Paul Sabatier
- Institut national universitaire Jean-François Champollion